# بی‌کران (مجموعه تلویزیونی)
بی‌کران (به اسپانیایی: Sin límites) یک مینی‌سریال تلویزیونی درام تاریخی و ماجراجویی اسپانیایی به کارگردانی سایمون وست است که اولین بار در ۱۰ ژوئن ۲۰۲۲ پخش شد. آلوارو مورته و خودریگو سانتورو به ترتیب در نقش خوان سباستین الکانو و فردیناند ماژلان بازی می‌کنند.
آمازون پرایم ویدئو اولین نمایش انحصاری خود را در اسپانیا و آمریکای لاتین برای ۱۰ ژوئن ۲۰۲۲ برنامه‌ریزی کرده‌است.